# Åkerö, Norrtälje kommun
Åkerö är en småort i Rådmansö socken i Norrtälje kommun, Stockholms län. 
Åkerö by omtalas i skriftliga handlingar första gången 1355. Undervikingatiden var Åkerö en ö i Åkeröfjärden. I närheten av byn finns ett gravfält med gravar från äldre järnålder, vilket hör till Rådmansö sockens äldsta gravfält. I slutet av 1500-talet uppfördes ett kapell i Åkerö. Kapellet flyttades på 1630-talet till Svenska Högarna.